# Daniela Braun
Daniela Braun é uma jornalista brasileira especializada em Tecnologia da Informação. Formada pela Faculdade Cásper Líbero em 1994, Daniela Braun começou sua carreira como assessora de imprensa da empresa LVBA de comunicação.
A jornalista atuou em diversos cargos durante dez anos no grupo Now! Digital Business, participando como repórter do jornal Computerworld, no meio impresso e online. Ela permaneceu na editora até 2010, produzindo como editora-executiva e editora-chefe no site IDG Now! Digital Business.
Ela é colunista desde 2005 da Rádio CBN São Paulo, onde fala sobre tecnologia da informação no programa CBN Brasil. Além disso, trabalhou como coordenadora de projetos sociais do jornal Valor Econômico e editora de tecnologia do portal G1 do Grupo Globo entre 2012 e 2017.
Daniela Braun lançou em 2008 com Carlos Alberto Sardenberg o livro O Assunto é Tecnologia, no qual os jornalistas tratam de assuntos como carteira virtual, pirataria e vírus de computador. A proposta do livro era falar sobre tecnologia com uma linguagem didática e de fácil entendimento para o público, baseado na experiência dos jornalistas como comentaristas do quadro Tecnologia da Informação da rádio CBN.
Recebeu o Troféu Mulher Imprensa na categoria Web Repórter de Site de Notícias em 2010, último ano em que permaneceu com o grupo Now! Digital Business. Também foi vencedora do Prêmio Comunique-se de Jornalismo na categoria Jornalista de Blog e Tecnologia em 2008, 2011 e 2013. 
A partir de 2017, Daniela Braun se envolveu com o empreendedorismo e migrou para a Weber Shandwick, empresa global de comunicação e engajamento, como diretora de prática tecnológica.

Além do interesse em tecnologia, Daniela Braun escreve desde 2006 para o blog Braun Café, no qual faz resenhas sobre estabelecimentos gastronômicos como cafés, bares e restaurantes.